# Arcanite
L'arcanite è un minerale.